# 巴霍斯德艾纳
18°25′N 70°02′W / 18.417°N 70.033°W
巴霍斯德艾纳（西班牙语：Bajos de Haina）是多明尼加共和國的城鎮，位於該國南部，由聖克里斯多堡省負責管轄，面積38.49平方公里，2012年人口158,985，該城鎮人口密度每平方公里4,100人。